# После полуночи (фильм, 1991)
«После полуночи» — кинофильм режиссёра Яна Элиасберга.

## Сюжет
Из тюрьмы досрочно освобождён мужчина, обвинённый в зверском убийстве своей беременной жены. Прямых улик против него не было. Сотрудница центра реабилитации, которой поручено трудоустройство освобождённого, углубляется в его уголовное дело. Она начинает доверять мужчине и между ними завязывается роман. Вскоре она узнаёт, что беременна.

## В ролях
| Актёр            | Роль                  |
| ---------------- | --------------------- |
| Рутгер Хауэр     | Бен Иордания          |
| Наташа Ричардсон | Лаура Мэтьюз          |
| Пол Джаматти     | Ларри Канип           |
| Клэнси Браун     | Стив Ланди            |
| Том Райт         | Ли Сэмюэлс            |
| Гай Бойд         | Тодд Канип            |
| Шарль Босуэлл    | Карлтон Дэниелс       |
| Эрни Лайвли      | детектив Аллан Тобиас |
| Кибиби Мони      | Дороти Коулман        |

| Актёр               | Роль                |
| ------------------- | ------------------- |
| Дана Эскельсон      | Кэти Тюдор          |
| Тед Д’Армс          | Билл Тюдор          |
| Криша Фэрчайлд      | доктор Заступил     |
| Сара Магнусон       | Герри Граймарк      |
| Дэвид Фредерик Уайт | полисмен            |
| Брайан Финни        | курьер              |
| Сью Моралес         | социальный работник |